# Йорк
Йорк (англ. York, вимоваⓘ) — кафедральне і промислове місто (прокатний завод, виробництво наукових приладів, цукру, шоколаду, скла) у Північному Йоркширі, Північна Англія; населення 195 400 (2008). Місто щорічно відвідує 3 млн туристів; особливості: готичний Йоркський собор; частина міської стіни XIV століття; квартали середньовічних будинків, відомі під назвою Шамблес; Йорвік Вікінг Центр; Королівський театр, був місцем розташування театру з 1765; Замковий музей; Національний залізничний музей, Йоркський університет 1963 року.

## Історія
Археологічні дані свідчать про те, що люди епохи мезоліту оселилися в регіоні Йорка між 8000 і 7000 роками до нашої ери, хоча невідомо, чи були їхні поселення постійними чи тимчасовими. На час римського завоювання Британії ця територія була зайнята племенем, відомим римлянам як бриганти. Бригантська племінна територія спочатку стала римською державою-клієнтом, але пізніше її лідери стали більш ворожими, і римський Дев'ятий легіон був відправлений на північ від Хамбера на територію Бригантів.
Місто було засноване в 71 році нашої ери, коли Дев'ятий легіон завоював бригантів і побудував дерев'яну військову фортецю на рівній місцевості над річкою Уз поблизу її впадіння в річку Фосс. Фортеця, стіни якої були перебудовані з каменю VI легіоном, що базувався там після IX легіону, охоплювала площу 50 акрів (20 га) і була населена 6000 солдатами-легіонами. Місце принципії (штаб-квартири) фортеці лежить під фундаментом Йоркського собору, а розкопки під крилом виявили частину римської споруди та колон.

## Назва
Первісна римська назва поселення — «Еборакум» або «Ебуракум». Існує декілька гіпотез щодо походження назви міста. За першою — місто отримало назву від слова «еборакон», тобто «місцевість з тисами». Слово існувало в колишній мові бриттів і могло бути використано загарбниками-римлянами. За другою — від словосполучення «Поле Ебораса». Це римська провінція Нортумбрія. Назва міста знайдена на дерев'яній дошці (що слугувала для письма), датованій 95–104 роками. Її знайдено на руїнах давньоримського укріплення Виндоланда в тій же Нортумбрії.

### Місто в добу римлян

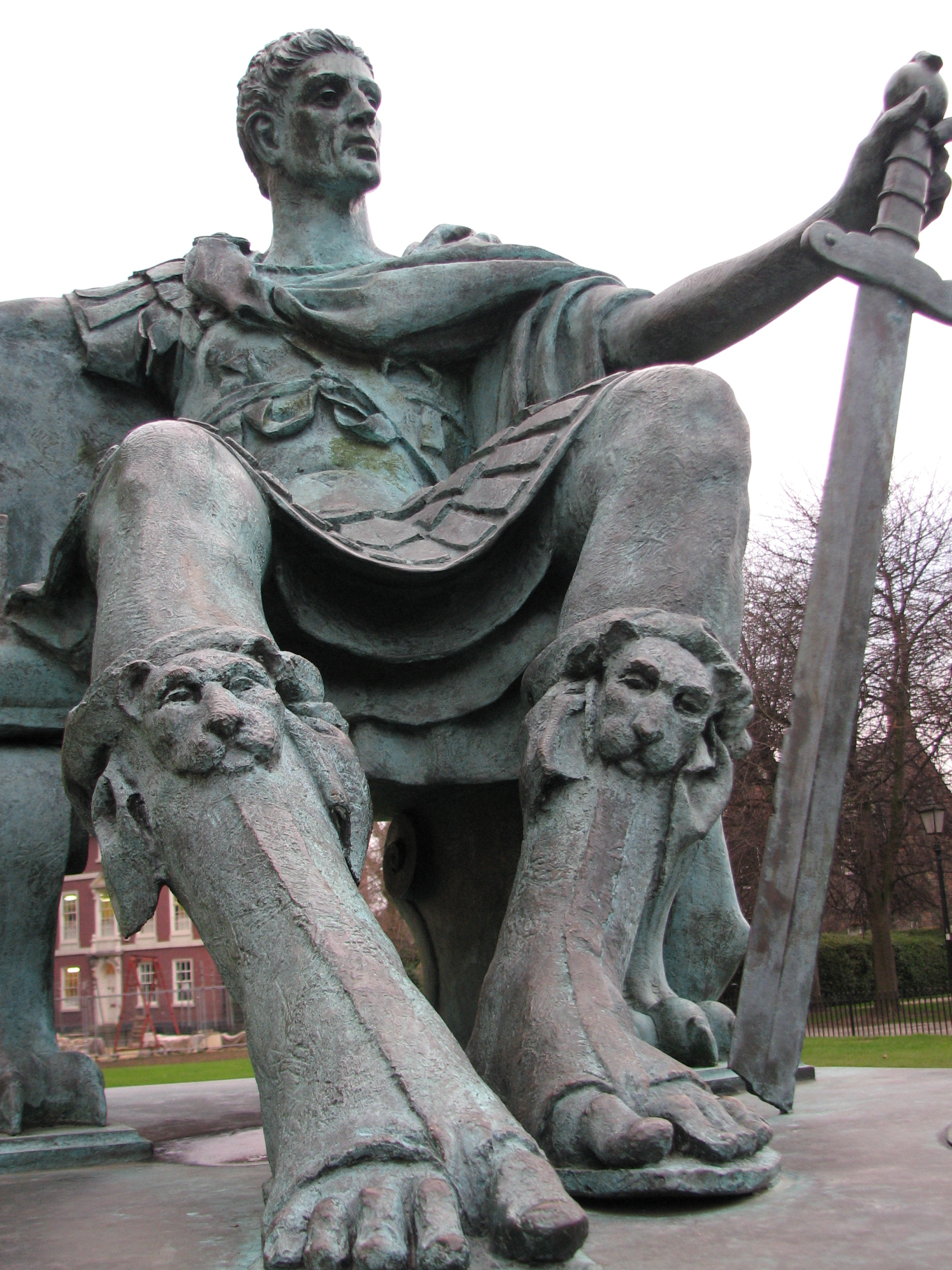
Монумент римському імператорові Константину Великому, першому християнському імператорові Риму.

Йорк — традиційна столиця півночі Англії. Місто виникло в 71 н. е. на основі римської фортеці Еборакум. Місто мало стратегічне значення з власним гарнізоном і низкою споруд. Саме в місті Еборакум військами оголошено римським імператором Константина Великого, першого давньоримського імператора-християнина. Монумент йому встановлено поряд з середньовічним Йоркським собором.
Колишнє давньоримське місто давно і щільно забудоване середньовічними спорудами. Відомо, що в місті був власний цирк для проведення гладіаторських боїв. Сам цирк поки що не знайдений. 2004 року знайдено лише цвинтар гладіаторів.

### Місто раннього середньовіччя
Перший єпископ Йорка (Паулінус) отримав свій сан в дерев'яній церкві, на місці якої пізніше виник Йоркський собор. Паулінус хрестив там у 627 короля Едвіна. Йорк став архієпископством у 732 р. У X столітті там було поселення вікінгів. У середньовіччі благополуччя міста ґрунтувалися на торгівлі лісом.

## Історичні пам'ятки міста
- Залишки римських кам'яних споруд.

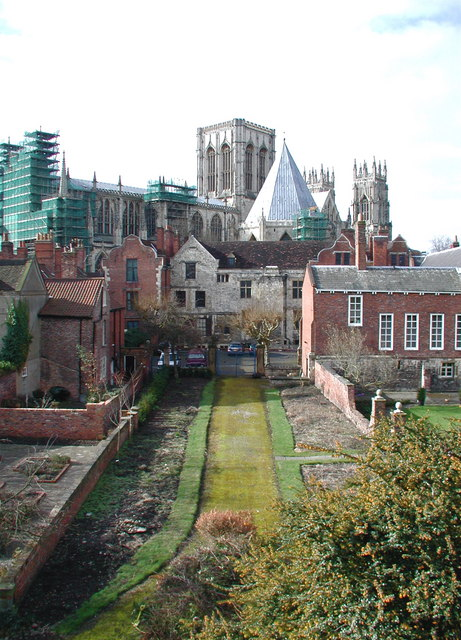
Історичний центр Йорка.

- Фортечні мури середньовічного міста XIV ст.
- Замок XIII ст.
- Йоркський собор 1220 р.(в романському і готичному стилях).
- Середньовічне абатство Сент-Мери XIII ст.
- Палац Лорд-мера.
- Королівський театр.

## Йоркський собор

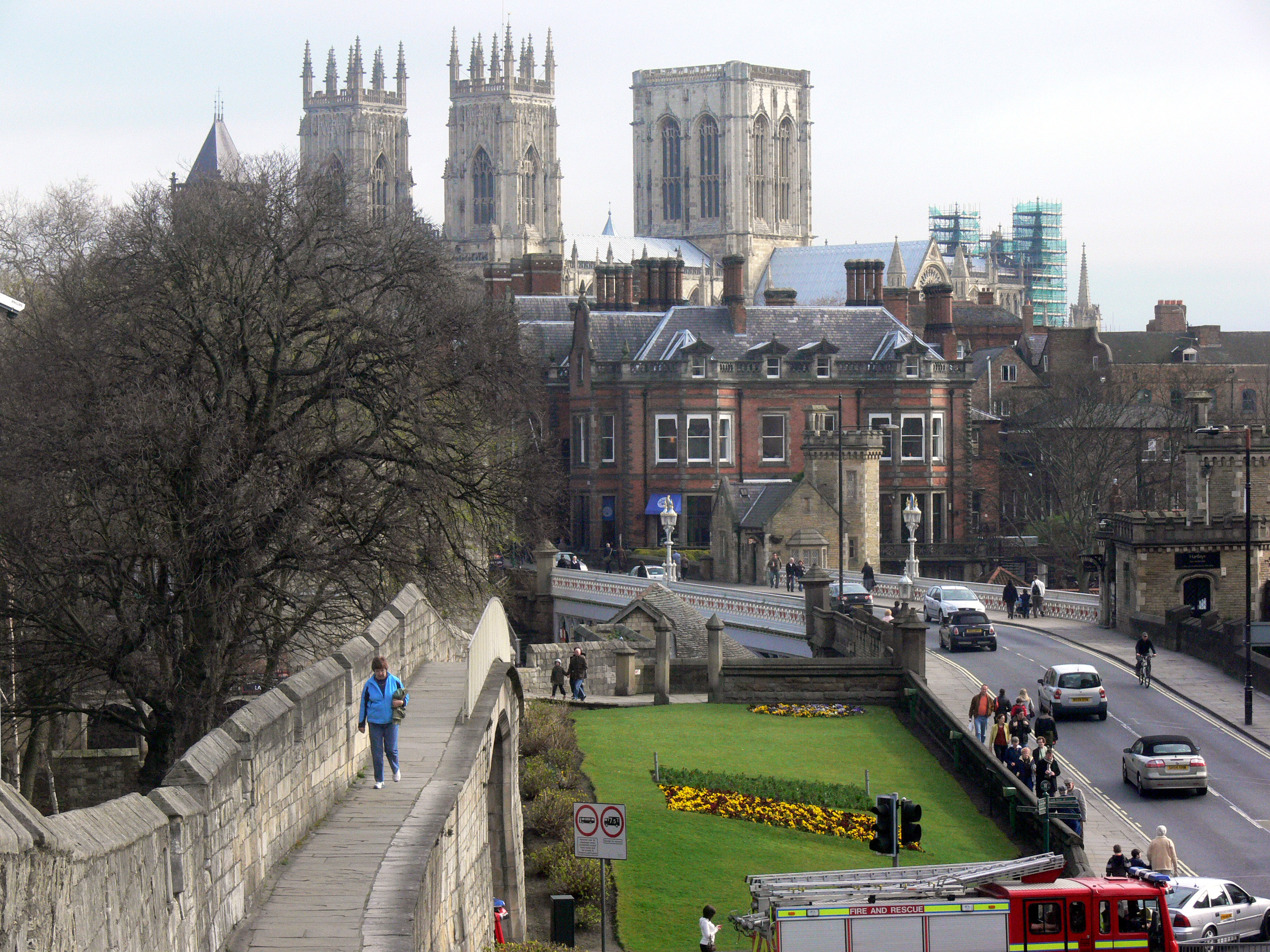
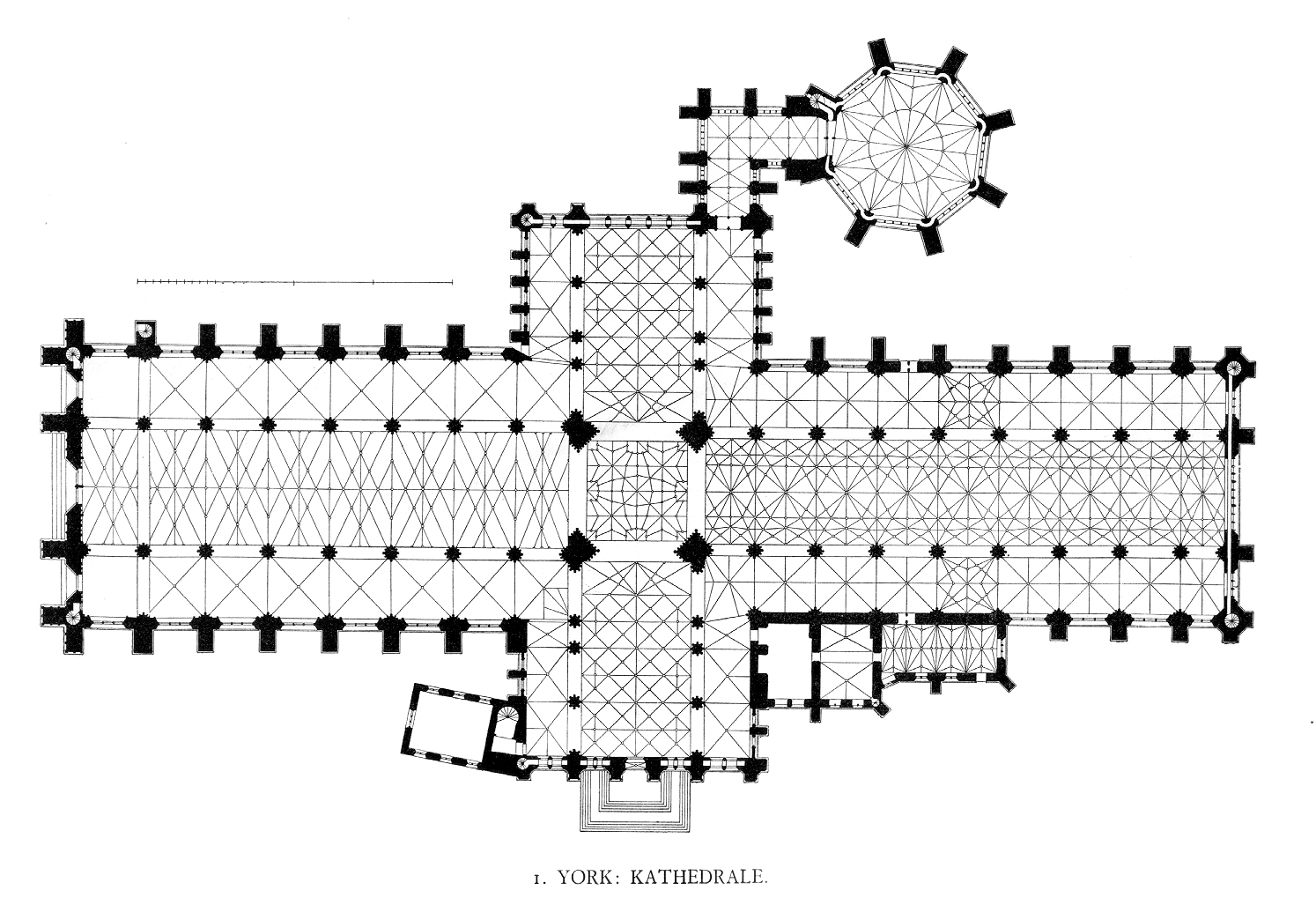
Поземний план собору
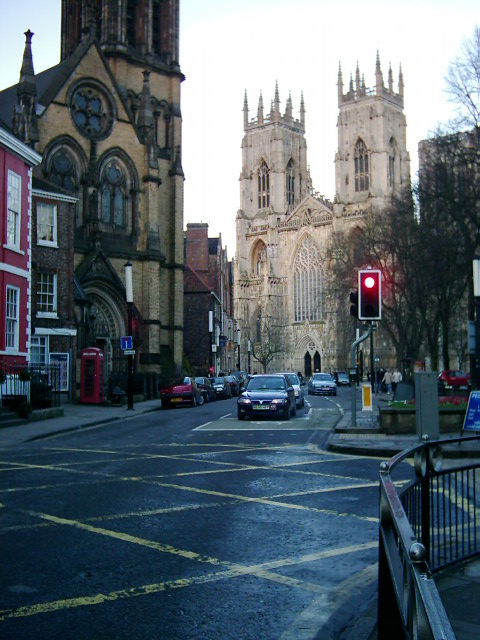
Шлях до кафедрального собору
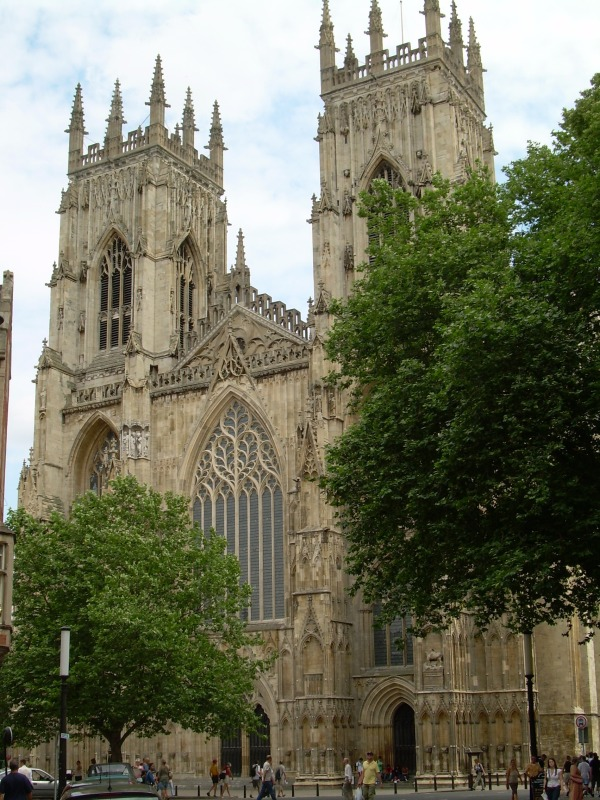
Західний фасад

## Галерея

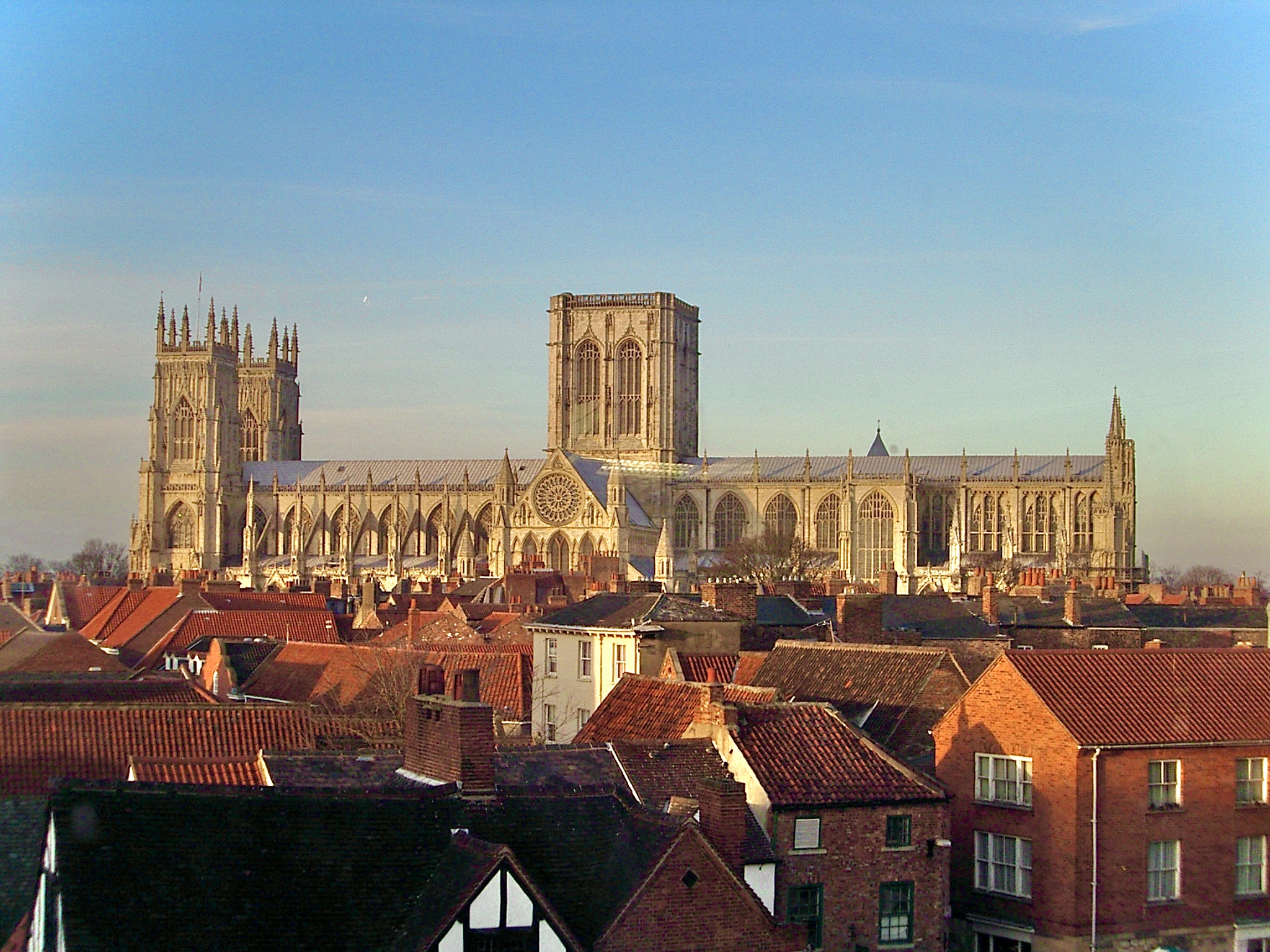
Кафедральний собор, загальний вигляд.
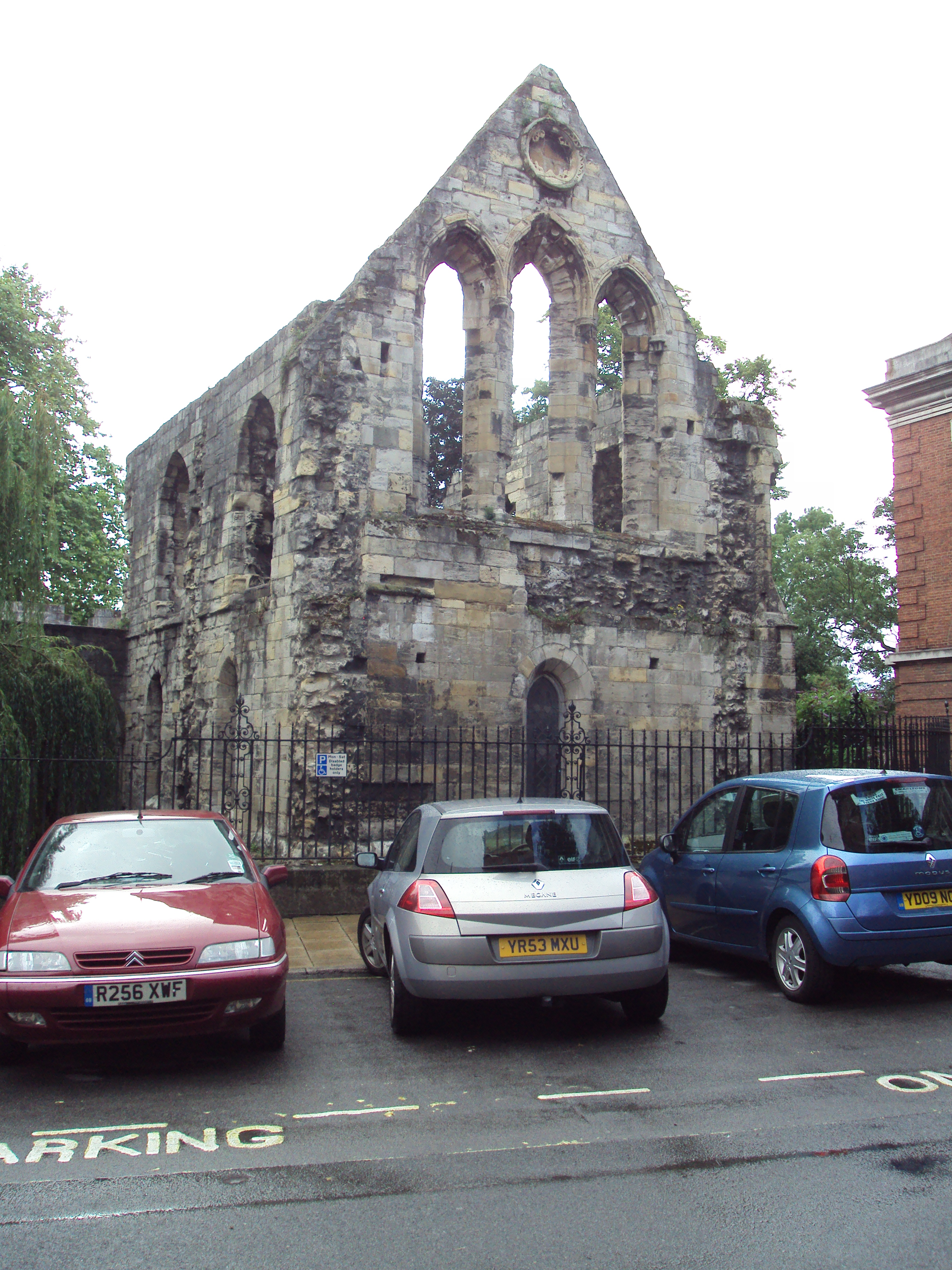
Руїна готичної споруди, вул. Музейна.
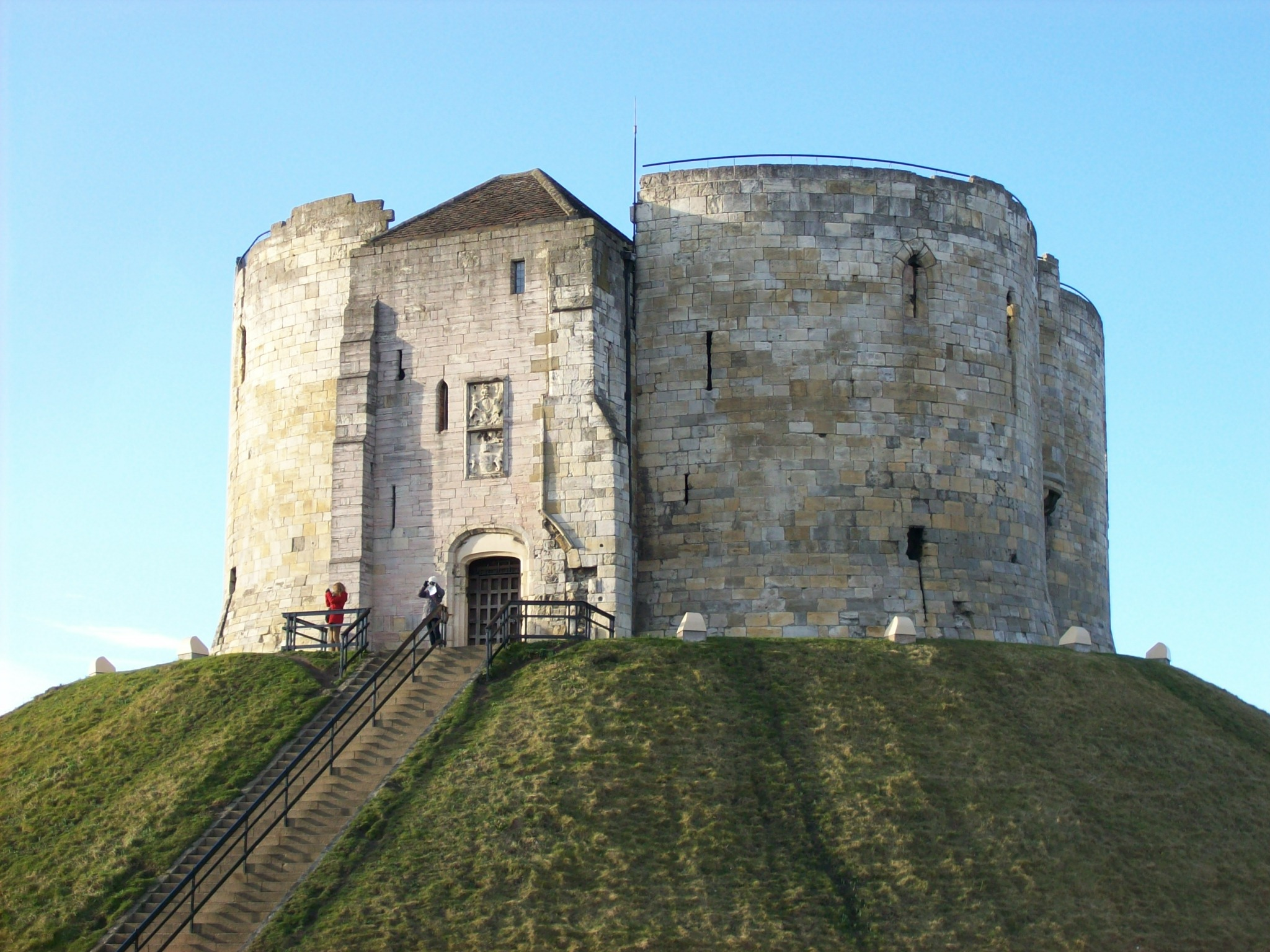
Йоркський замок, вежа Кліфорда.
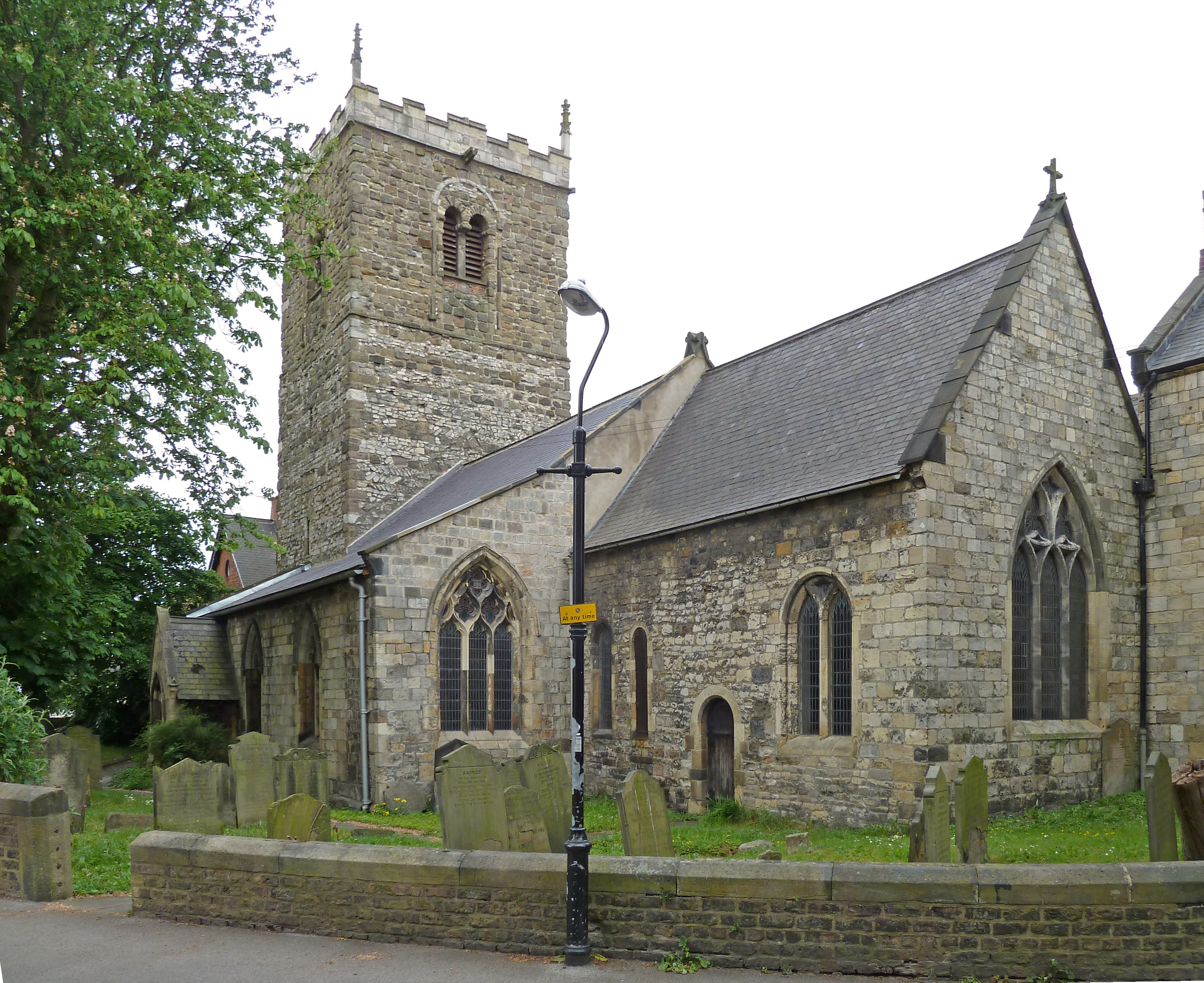
Середньовічне абатство Сент-Мері XIII ст.
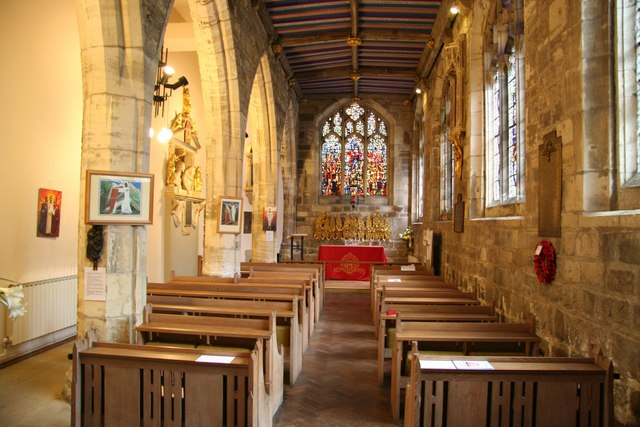
Центральна нава церкви Св. Мартина.
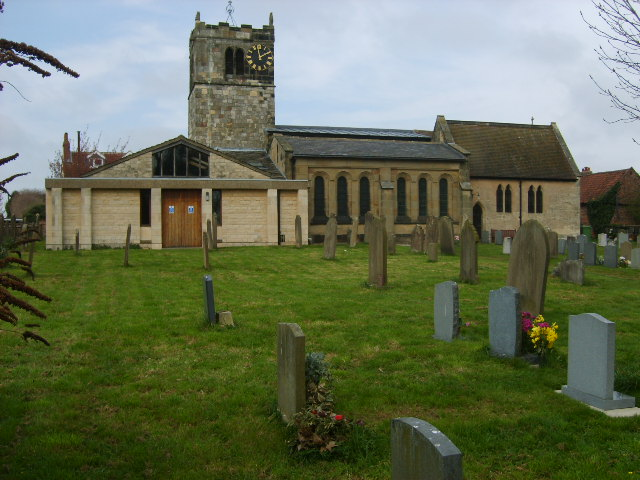
Церква Св. Миколая і цвинтар.
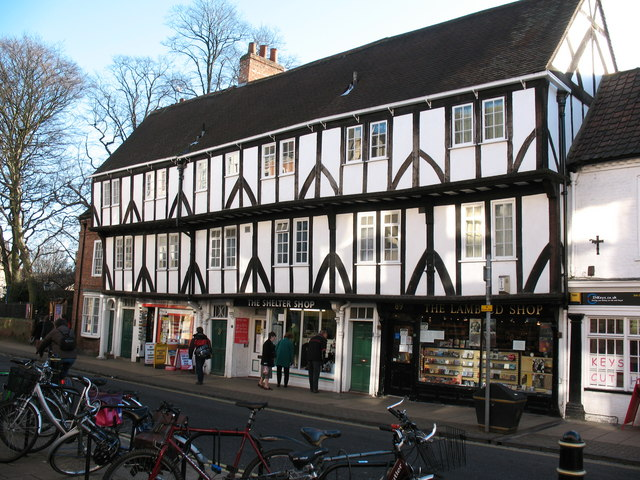
Фахверкова споруда на Майклгейт
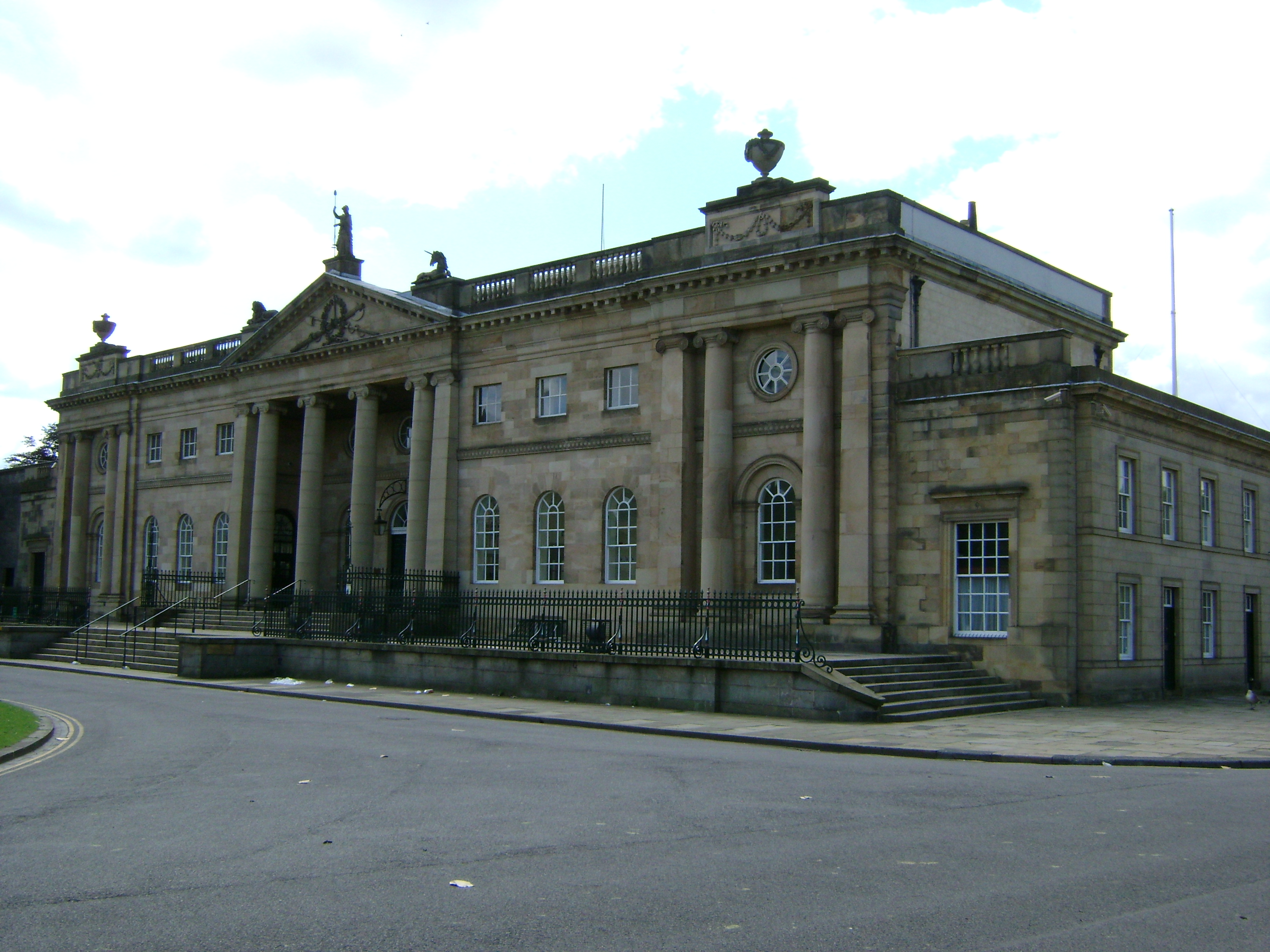
Палац Юстиції.
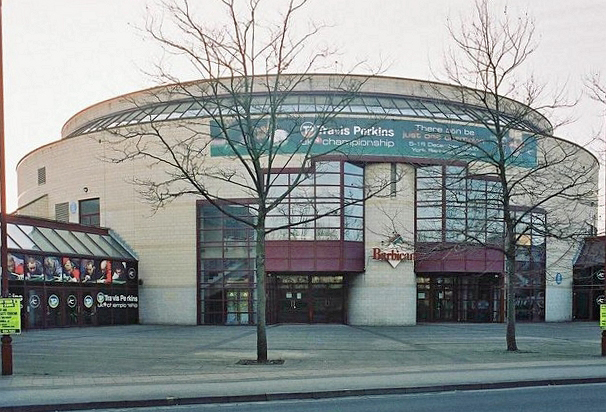
Центр «Барбікан»
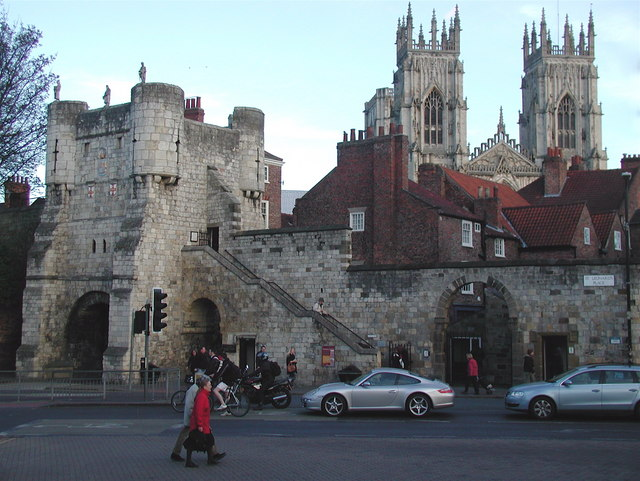
Міська брама в фортечних мурах
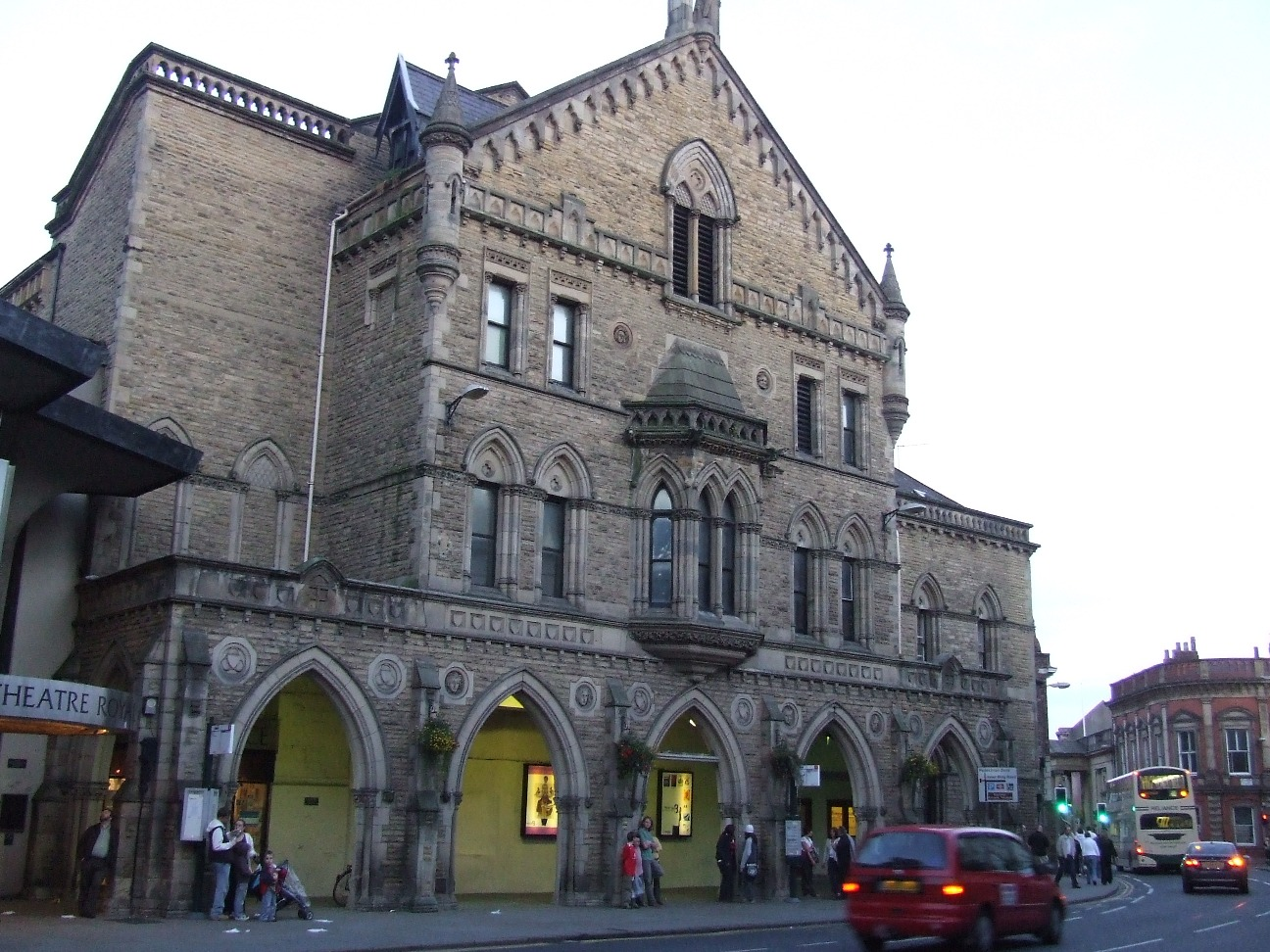
Королівський театр
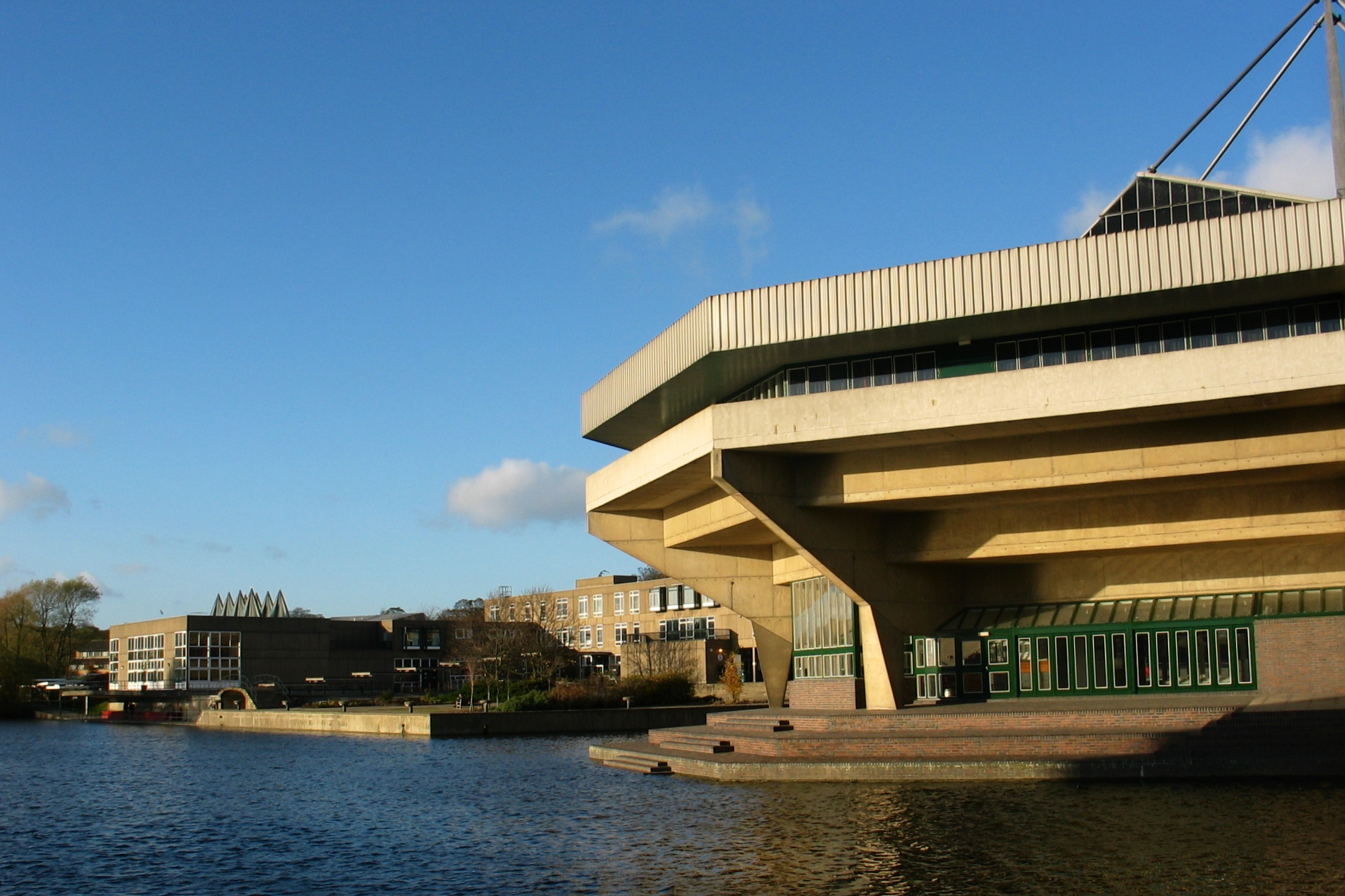
Споруди університету в Йорку.
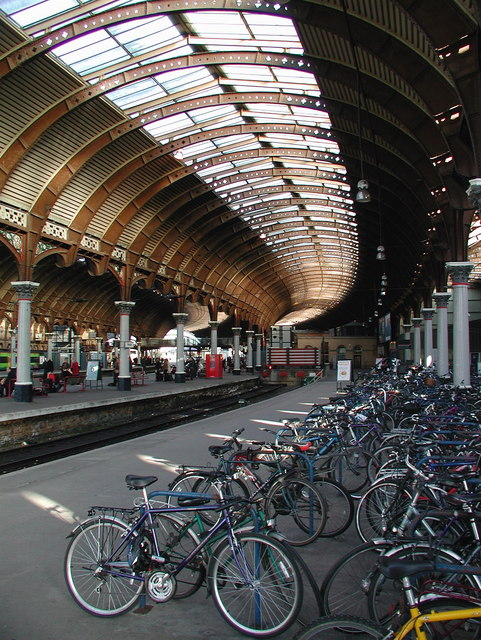
Залізничний вокзал в Йорку
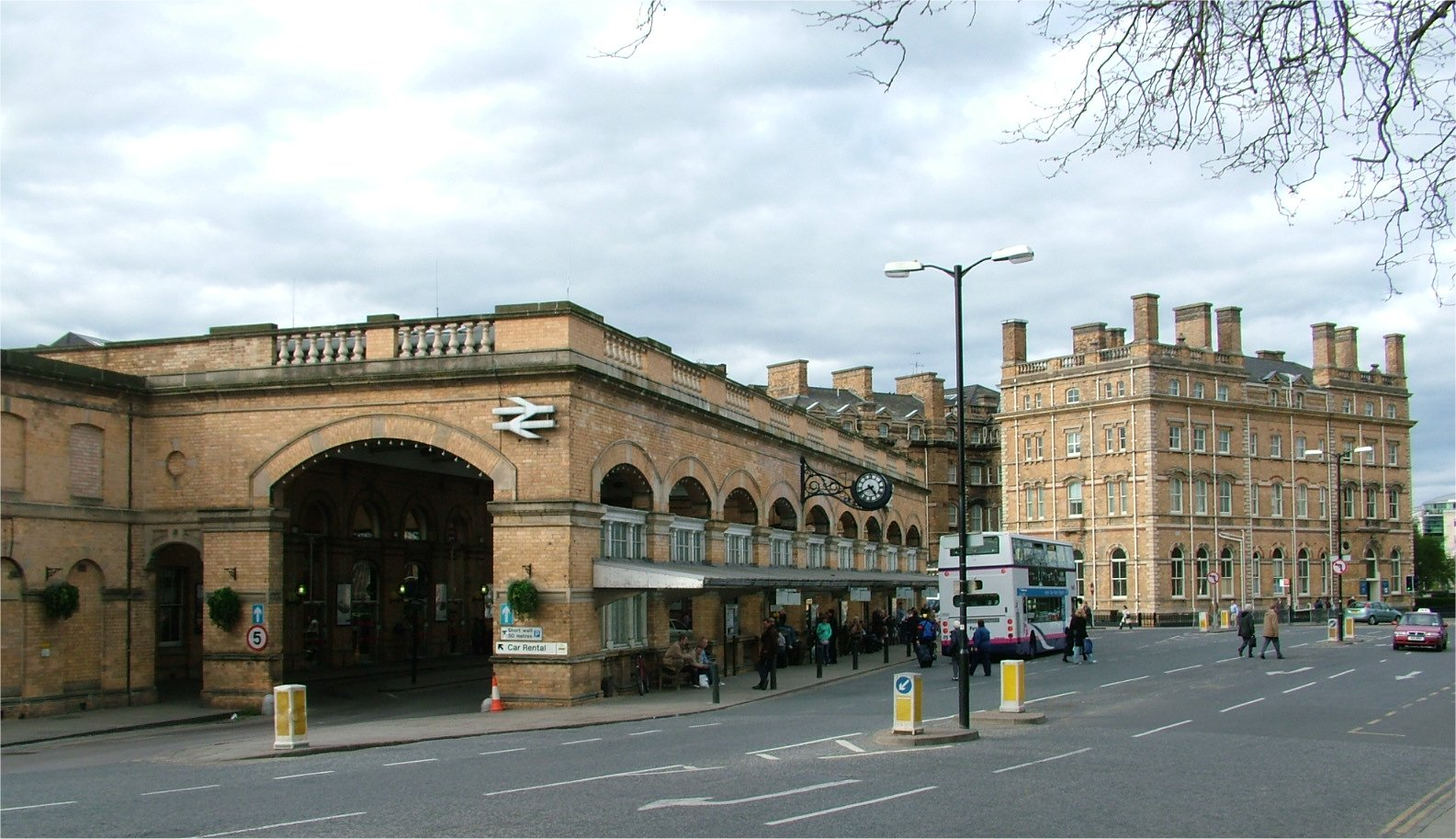
Вокзальна площа
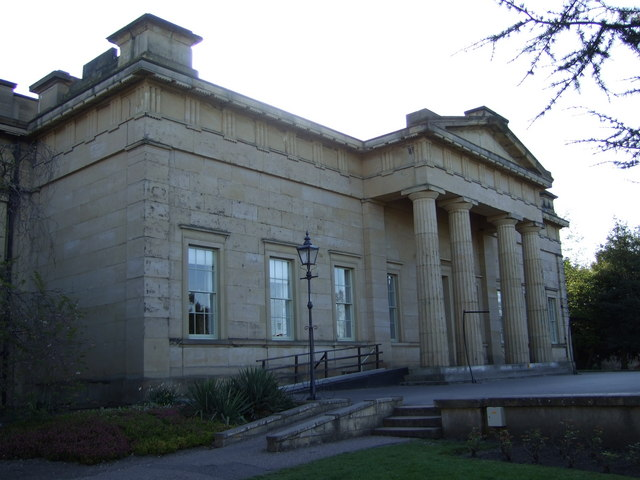
Музей Йоркшира і сад.
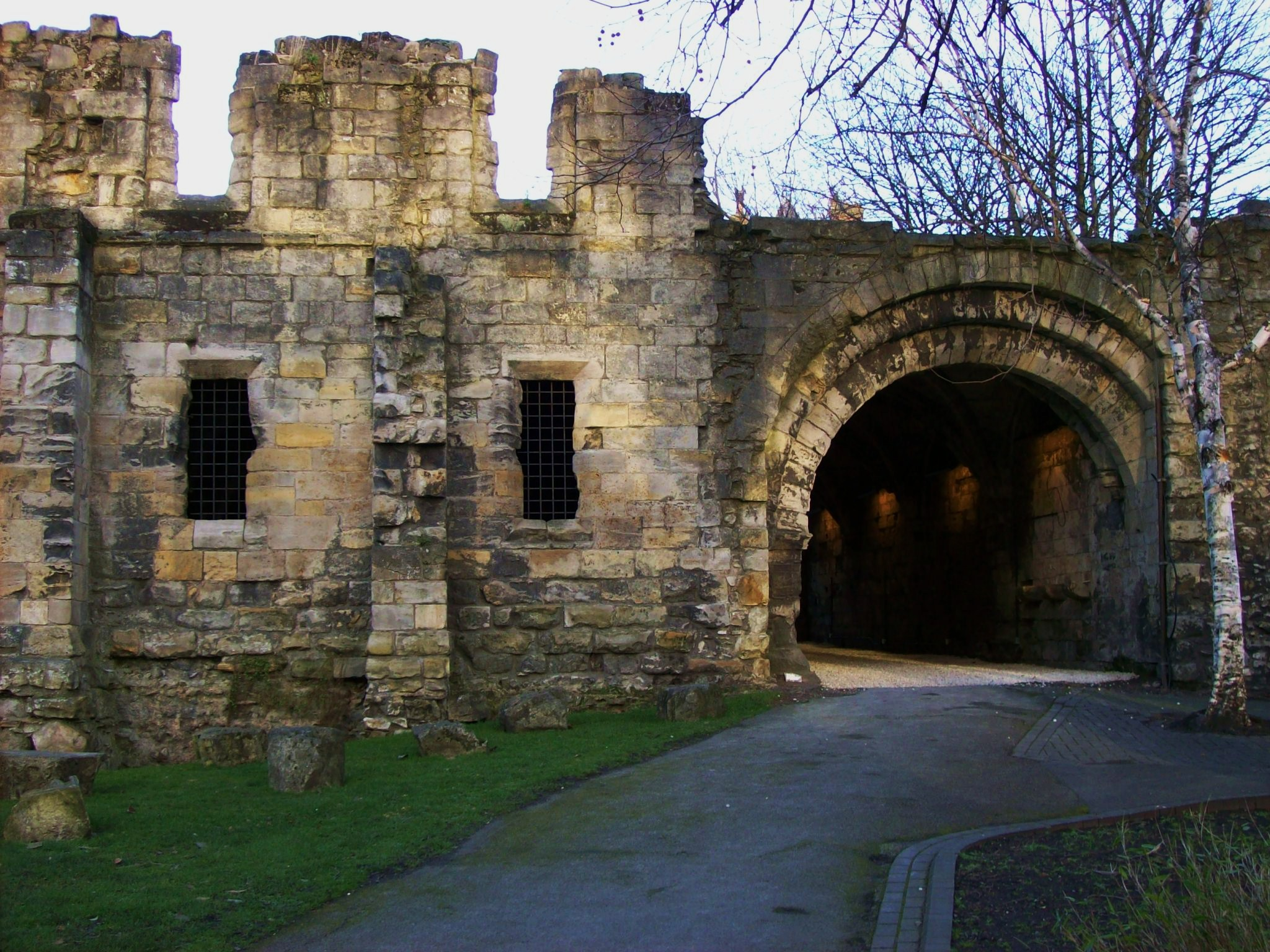
Руїни шпиталю Св. Леонарда

## Персоналії
- Джон Баррі (1933—2011) — англійський композитор, автор музики до фільмів.